# 이성무
이성무(李成茂, 1937년 ~ 2018년 1월 29일)는 대한민국의 국사 교육자이자 연구자, 저술가이다. 호는 성고(省皐).

## 생애
충청북도 괴산군에서 태어났으며, 검정고시로 서울대학교에 입학하여 학사, 석사, 박사 과정을 마치고 같은 대학 및 홍익대학교, 국민대학교 등에서 강사로 재직하였다. 1980년에 한국정신문화연구원(현재 한국학중앙연구원) 연구원이 되어 1983년부터 20년간 교수로 후학 양성에 노력하였으며, 2003년 정년퇴임 후 명예교수로 위촉되었다.
다수 논문과 연구 활동으로 학계에서 조선시대 역사 연구의 권위자로 인정 받았으며, 많은 책을 집필하여 역사 대중화에도 폭넓게 기여하였다. 2018년 1월 29일 오후 1시에 별세하였다.

## 학력
- 1951년 4월, 이황국민학교 졸업
- 1954년 3월, 장호원중학교 졸업
- 1956년 3월, 한성고등학교 자퇴
- 1956년 2월 13일, 대학입학자격 검정고시 합격
- 1956년 3월 1일 ~ 1960년 3월 28일, 서울대학교 문리과대학 사학과 (사학 문학사)
- 1960년 3월 1일 ~ 1965년 2월 26일, 서울대학교 대학원 사학과 (문학석사, 사학)[2]
- 1969년 3월 1일 ~ 1979년 8월 31일, 서울대학교 대학원 국사학과 (문학박사, 국사학)[3]

## 경력
- 1960년 ~ 1961년, 한성중고등학교 국사 교사
- 1961년 ~ 1964년, 육군 복무 (병장 제대)
- 1964년 ~ 1966년, 서울대학교 문리과대학 동아문화연구소 보조연구원
- 1967년 ~ 1972년, 우석대학교 문리과대학 사학과 강사
- 1968년 ~ 1973년, 서울대학교 강사
- 1973년 ~ 1976년, 홍익대학교 강사
- 1973년 ~ 1975년, 성신여자사범대학 사회학과 강사
- 1973년 ~ 1975년, 국민대학교 국사학과 강사
- 1974년 ~ 1975년, 경북대학교 강사
- 1975년 ~ 1977년, 한국사연구회 연구간사
- 1975년 ~ 1981년, 국민대학교 국사학과 조교수, 부교수
- 1980년 ~ 1981년, 한국정신문화연구원 역사연구실(파견) 정연구원
- 1981년 ~ 1983년, 문화공보부 정책자문위원회 위원
- 1981년 ~ 1982년, 국민대학교 국사학과 강사
- 1981년 ~ 1983년, 한국정신문화연구원 부설 한국학대학원 교수
- 1981년 ~ 1992년, 한국문화대백과사전 조선시대 편집위원
- 1982년 ~ 1983년, 미국 하버드 옌칭(Yenching) 연구소 연구교수
- 1983년 ~ 2003년 : 한국정신문화연구원(현재 한국학중앙연구원) 교수 (정년퇴임)[4]
- 1988년 ~ 1989년, 독일 튀빙겐 대학교 객원교수
- 1996년 ~ 1997년, 조선시대사학회 초대 회장
- 1998년 ~ 1999년, 한국정신문화연구원 부원장[5]
- 1999년 ~ 2003년, 국사편찬위원회 위원장
- 2000년 ~ 2003년, 한국사학회 회장
- 2003년 ~ 2018년, 한국학중앙연구원 명예교수
- 2005년, 연세대학교 용재(庸齋) 석좌교수
- 2007년, 고려대학교 대학원 강사 (조선양반사회 연구)
- 2007년, 남명학연구원 원장
- 2014년 ~ 2016년, 대한민국학술원 부회장

## 상훈
- 1980년, 제1회 제1회 두계(斗溪) 학술상[6]
- 1987년, 국민훈장 석류장(石榴章)
- 1999년, 제44회 학술원상 (인문과학 분야)
- 2001년, 제4회 효령대상 (문화 부문)
- 2002년, 제21회 세종문화상 (학술 부문)
- 2004년, 황조근정훈장 (2등급)
- 2004년, 위암(韋庵) 장지연(張志淵) 상
- 2005년, 연세대학교 용재상
- 2007년, 이천시 문화상 (학술 부문)

## 주요 저서
- 1992년, 《조선후기 당쟁의 종합적 검토》
- 1994년, 《한국의 과거제도》
- 1995년, 《조선양반사회연구》
- 1997년, 《한국 과거제도사》
- 1998년, 《조선왕조사》 (전2권)
- 1999년, 《조선왕조실록 어떤 책인가》
- 2000년, 《조선시대 당쟁사》 (전2권)
- 2000년, 《조선의 부정부패 어떻게 막았을까》
- 2001년, 《조선초기 양반연구》
- 2008년, 《류성룡과 임진왜란》
- 2009년, 《조선시대 사상사연구》 (전2권)
- 2009년, 《조선을 만든 사람들 : 나라를 위한 선비들의 맞대결》
- 2010년, 《재상열전 : 조선을 이끈 사람들》
- 2010년, 《아계 이산해의 학문과 사상》 (한국역사문화연구총서 4)
- 2011년, 《명장열전》
- 2011년, 《조선을 이끈 명문가 지도》 (조선의 양반 문화 1)
- 2011년, 《선비평전 : 우리 시대에 던지는 오백년 선비의 역사》
- 2012년, 《조선국왕전 : 조선왕조 500년의 역사를 만들다》
- 2012년, 《영의정의 경륜 : 이준경 이산해 오윤겸 이경석》
- 2013년, 《대은 변안열의 생애와 업적》 (한국역사문화연구총서 5)
- 2014년, 《단숨에 읽는 당쟁사 이야기》
- 2014년, 《방촌 황희 평전》
- 2015년, 《조선시대 인물사 연구》
- 2016년, 《조선의 유교 체제와 동양적 가치》 (한국역사의 이해 11)

### 주요 공저
- 2008년, 《류성룡의 학술과 경륜》
- 2011년, 《조선의 옛 사람들에게서 우리를 만나다》 (한국문화총서 3)
- 2013년, 《다시 보는 한국사》[7]